# エルドラド (THE ALFEEの曲)
『エルドラド』は、1994年10月20日に発売された、THE ALFEEの42枚目のシングル。
（41枚目の『冒険者たち』と同時発売だが、便宜上、本作が後とされる）。

## 概要
NHKアニメ『モンタナ・ジョーンズ』のエンディングテーマ。
41枚目のシングル「冒険者たち」と同時リリース。
「冒険者たち」のカップリングに、本作の英詞ヴァージョンが収録。（この英詞版は、原曲歌詞をほぼ忠実に対訳したため、サビ部分等は殆んど早口言葉の如しである）。
オープニングテーマ「冒険者たち」と共に、テレビ番組で流れていたヴァージョンと、CD収録テイクではアレンジが異なる。
なお、本作はTHE ALFEE名義で発売されたものの、番組内では片仮名でアルフィーとクレジットされていた。
「霧のソフィア」以来、9年振りの高橋研参加作品。
リードボーカルは同年発売の「まだ見ぬ君への愛の詩」から数ヵ月おいて高見沢が担当。

## 収録曲
全曲 作曲：高見沢俊彦　編曲：THE ALFEE
1. エルドラド
  - 作詞：高見沢俊彦・高橋研
2. The Adventure Begins (English Version)
  - 作詞：高見沢俊彦　訳詞：Carolyn Stevens

「冒険者たち」英詞ヴァージョン。
3. エルドラド(オリジナル・カラオケ)

## 収録作品
- 冒険者たち（#1、El Dorado）
- THE ALFEE 單曲全集二（#1）
- THE ALFEE SINGLE HISTORY VOL.IV 1991-1994（#1,2）
- THE ALFEE 單曲特集（#1）
- THE ALFEE 30th ANNIVERSARY HIT SINGLE COLLECTION 37（#1）